# جلين جونز (كاتب)
جلين جونز (بالإنجليزية: Glyn Jones)‏ (و. 1931 – 2014 م) هو مخرج أفلام، وكاتب سيناريو جنوب أفريقي، ولد في ديربان، توفي عن عمر يناهز 83 عاماً.

## وصلات خارجية
- جلين جونز على موقع IMDb (الإنجليزية)
- جلين جونز على موقع ميوزك برينز (الإنجليزية)
- جلين جونز على موقع قاعدة بيانات الفيلم (الإنجليزية)
- جلين جونز على موقع كينوبويسك (الروسية)

- جلين جونز في قاعدة بيانات الأفلام على الإنترنت